# Племхоз
Племхоз — село в Котовском районе Волгоградской области, в составе Коростинского сельского поселения.
Население — 229 (2010)

## История
Дата основания не установлена. По состоянию на 1 января 1956 года село относилось к Купцовскому сельсовету Ждановского района Сталинградской области. Решением облисполкома от 25 мая 1961 года № 10/246 § 18 населённый пункт Племхоз Купцовского сельсовета перечислен в состав Коростинского сельсовета. В составе Котовского района — с 1963 года

## География
Село находится в южной части Котовского района, в пределах Доно-Медведицкой гряды Приволжской возвышенности, являющейся частью Восточно-Европейской равнины, в междуречье рек Малая и Большая Казанка. Центр села расположен на высоте около 180 метров над уровнем моря. В окрестностях села сохранились островки байрачных лесов. В балке севернее села имеется пруд. Почвы — тёмно-каштановые солонцеватые и солончаковые.
К селу имеется 4-км подъезд от автодороги Котово — Камышин. По автомобильным дорогам расстояние до административного центра сельского поселения села Коростино — 13 км, районного центра города Котово — 15 км, до областного центра города Волгоград — 220 км.
Часовой пояс
Племхоз, как и вся Волгоградская область, находится в часовой зоне МСК (московское время). Смещение применяемого времени относительно UTC составляет +3:00.

## Население
| 1987 | 2002 |
| ---- | ---- |
| ≈280 | 264  |

| 2010 |
| ---- |
| 229  |